# Eyal Ran
Eyal Ran, né le 21 novembre 1972 à Kiryat Ono, est un joueur de tennis professionnel israélien.
Il a remporté un titre en double à l'Open de Roumanie en 2000 avec Alberto Martín.

## Palmarès

### Titre en double messieurs
| No | Date       | Nom et lieu du tournoi       | Catégorie   | Dotation  | Surface      | Partenaire     | Finalistes               | Score     |          |
| -- | ---------- | ---------------------------- | ----------- | --------- | ------------ | -------------- | ------------------------ | --------- | -------- |
| 1  | 11-09-2000 | Gelsor Open Romania Bucarest | Int' Series | 350 000 $ | Terre (ext.) | Alberto Martín | Devin Bowen Mariano Hood | 7-64, 6-1 | Parcours |

### Finales en double messieurs
| No | Date       | Nom et lieu du tournoi   | Catégorie    | Dotation  | Surface      | Vainqueurs                         | Partenaire    | Score         |  |
| -- | ---------- | ------------------------ | ------------ | --------- | ------------ | ---------------------------------- | ------------- | ------------- |  |
| 1  | 07-04-1997 | Gold Flake Open Chennai  | World Series | 405 000 $ | Dur (ext.)   | Mahesh Bhupathi Leander Paes       | Oleg Ogorodov | 7-6, 7-5      |  |
| 2  | 08-09-1997 | President’s Cup Tachkent | World Series | 328 000 $ | Dur (ext.)   | Vincenzo Santopadre Vincent Spadea | Hicham Arazi  | 6-4, 6-7, 6-0 |  |
| 3  | 02-08-1999 | Grolsch Open Amsterdam   | Int' Series  | 475 000 $ | Terre (ext.) | Paul Haarhuis Sjeng Schalken       | Devin Bowen   | 6-3, 6-2      |  |